# Élections législatives de 1962 dans la Nièvre
Les élections législatives françaises de 1962 se déroulent les 18 et 25 novembre 1962. Dans le département de la Nièvre, trois députés sont à élire dans le cadre de trois circonscriptions.

## Élus
| Circonscription | Député sortant  | Parti | Parti | Député élu ou réélu | Parti | Parti   |
| --------------- | --------------- | ----- | ----- | ------------------- | ----- | ------- |
| 1re             | Marius Durbet   |       | UNR   | Marius Durbet       |       | UNR-UDT |
| 2e              | Paul Boulet     |       | UNR   | Robert Hostier      |       | PCF     |
| 3e              | Jehan Faulquier |       | CNIP  | François Mitterrand |       | UDSR    |

## Résultats

### Résultats à l'échelle du département
| Parti          | Parti                                          | Premier tour | Premier tour | Second tour | Second tour | Sièges |
| Parti          | Parti                                          | Voix         | %            | Voix        | %           | Sièges |
| -------------- | ---------------------------------------------- | ------------ | ------------ | ----------- | ----------- | ------ |
|                | Union pour la nouvelle République (UDT)        | 31 409       | 30,75        | 42 985      | 39,03       | 1      |
|                | Modérés                                        | 8 626        | 8,44         | 11 041      | 10,03       | 0      |
|                | Majorité présidentielle                        | 40 035       | 39,19        | 54 026      | 49,06       | 1      |
|                |                                                |              |              |             |             |        |
|                | Centre national des indépendants et paysans    | 3 480        | 3,41         | Retrait     | Retrait     | 0      |
|                | Centre démocratique                            | 3 480        | 3,41         |             |             | 0      |
|                |                                                |              |              |             |             |        |
|                | Parti communiste français                      | 26 808       | 26,24        | 34 391      | 31,23       | 1      |
|                | Section française de l'Internationale ouvrière | 18 872       | 18,47        | Retrait     | Retrait     | 0      |
|                | UDSR                                           | 10 385       | 10,17        | 21 705      | 19,71       | 1      |
|                | Parti radical                                  | 2 569        | 2,51         | Retrait     | Retrait     | 0      |
|                |                                                |              |              |             |             |        |
| Inscrits       | Inscrits                                       | 155 356      | 100,00       | 155 356     | 100,00      | 3      |
| Abstentions    | Abstentions                                    | 50 428       | 32,46        | 41 208      | 26,52       |        |
| Votants        | Votants                                        | 104 928      | 67,54        | 114 148     | 73,48       |        |
| Blancs et nuls | Blancs et nuls                                 | 2 779        | 2,65         | 4 026       | 3,53        |        |
| Exprimés       | Exprimés                                       | 102 149      | 97,35        | 110 122     | 96,47       |        |

### Résultats  par circonscription

#### Première circonscription (Nevers)
| Candidat       | Candidat                    | Parti          | Premier tour | Premier tour | Second tour | Second tour |  |
| Candidat       | Candidat                    | Parti          | Voix         | %            | Voix        | %           |  |
| -------------- | --------------------------- | -------------- | ------------ | ------------ | ----------- | ----------- |  |
|                | Marius Durbet sortant réélu | UNR-UDT        | 15 344       | 44,36        | 19 461      | 51,75       |  |
|                | Raymond Bussière            | PCF            | 10 787       | 31,18        | 18 147      | 48,25       |  |
|                | André Cloix                 | SFIO           | 8 461        | 24,46        | Retrait     | Retrait     |  |
|                |                             |                |              |              |             |             |  |
| Inscrits       | Inscrits                    | Inscrits       | 54 543       | 100,00       | 54 543      | 100,00      |  |
| Abstentions    | Abstentions                 | Abstentions    | 18 631       | 34,16        | 14 985      | 27,47       |  |
| Votants        | Votants                     | Votants        | 35 912       | 65,84        | 39 558      | 72,53       |  |
| Blancs et nuls | Blancs et nuls              | Blancs et nuls | 1 320        | 3,68         | 1 950       | 4,93        |  |
| Exprimés       | Exprimés                    | Exprimés       | 34 592       | 96,32        | 37 608      | 95,07       |  |

#### Deuxième circonscription (Cosne-Cours-sur-Loire)
| Candidat       | Candidat           | Parti          | Premier tour | Premier tour | Second tour | Second tour |  |
| Candidat       | Candidat           | Parti          | Voix         | %            | Voix        | %           |  |
| -------------- | ------------------ | -------------- | ------------ | ------------ | ----------- | ----------- |  |
|                | Robert Hostier élu | PCF            | 11 014       | 30,75        | 16 244      | 40,31       |  |
|                | Roger Minot        | UNR-UDT        | 10 265       | 28,66        | 13 014      | 32,29       |  |
|                | Henri Martinet     | Modérés        | 8 626        | 24,08        | 11 041      | 27,4        |  |
|                | André Beauchet     | SFIO           | 3 343        | 9,33         | Retrait     | Retrait     |  |
|                | Henri Clément      | Radsoc         | 2 569        | 7,17         | Retrait     | Retrait     |  |
|                |                    |                |              |              |             |             |  |
| Inscrits       | Inscrits           | Inscrits       | 53 097       | 100,00       | 53 097      | 100,00      |  |
| Abstentions    | Abstentions        | Abstentions    | 16 513       | 31,1         | 12 162      | 22,91       |  |
| Votants        | Votants            | Votants        | 36 584       | 68,9         | 40 935      | 77,09       |  |
| Blancs et nuls | Blancs et nuls     | Blancs et nuls | 767          | 2,1          | 636         | 1,55        |  |
| Exprimés       | Exprimés           | Exprimés       | 35 817       | 97,9         | 40 299      | 98,45       |  |

#### Troisième circonscription (Clamecy - Château-Chinon)
| Candidat       | Candidat                | Parti          | Premier tour | Premier tour | Second tour | Second tour |  |
| Candidat       | Candidat                | Parti          | Voix         | %            | Voix        | %           |  |
| -------------- | ----------------------- | -------------- | ------------ | ------------ | ----------- | ----------- |  |
|                | François Mitterrand élu | UDSR           | 10 385       | 32,72        | 21 705      | 67,38       |  |
|                | Daniel Benoist          | SFIO           | 7 068        | 22,27        | Retrait     | Retrait     |  |
|                | Jacques Tailleur        | UNR-UDT        | 5 800        | 18,27        | 10 510      | 32,62       |  |
|                | Auguste Lambert         | PCF            | 5 007        | 15,78        | Retrait     | Retrait     |  |
|                | Jehan Faulquier sortant | CNIP           | 3 480        | 10,96        | Retrait     | Retrait     |  |
|                |                         |                |              |              |             |             |  |
| Inscrits       | Inscrits                | Inscrits       | 47 716       | 100,00       | 47 716      | 100,00      |  |
| Abstentions    | Abstentions             | Abstentions    | 15 284       | 32,03        | 14 061      | 29,47       |  |
| Votants        | Votants                 | Votants        | 32 432       | 67,97        | 33 655      | 70,53       |  |
| Blancs et nuls | Blancs et nuls          | Blancs et nuls | 692          | 2,13         | 1 440       | 4,28        |  |
| Exprimés       | Exprimés                | Exprimés       | 31 740       | 97,87        | 32 215      | 95,72       |  |